# Royal Engineers
I Royal Engineers, anche chiamati Sappers (in inglese "zappatori"), sono il corpo dei genieri dell'esercito britannico.